# Якунин, Глеб Павлович
Глеб Па́влович Яку́нин (4 марта 1934, Москва — 25 декабря 2014, там же) — советский и российский религиозный, общественный и политический деятель, диссидент, член московской Хельсинкской группы, соучредитель Христианского комитета защиты прав верующих в СССР (1976), политический деятель, народный депутат России, член Совета Национальностей Верховного Совета РСФСР (1990—1993), Государственной думы I созыва (1993 по 1995).
После лишения сана в Русской православной церкви, которое он не признал, содействовал созданию в России независимой церковной структуры, зарегистрированной Министерством юстиции под названием «Объединение православных общин апостольской традиции» (более известна как «Апостольская православная церковь») и был избран секретарём её Священного синода.

## Биография
Родился в семье скрипача Павла Ивановича Якунина (ум. 1944) и Клавдии Иосифовны Здановской. Изучал биологию в Московском пушно-меховом институте, после его закрытия — в 1957 году окончил Иркутский сельскохозяйственный институт по специальности «биолог-охотовед». Работал в подмосковном охотничьем хозяйстве. Был джазовым саксофонистом.
В конце 1950-х годов под влиянием Александра Меня обратился к христианству. По воспоминаниям Александра Меня: «Он в юности увлекался оккультизмом, теософией и так далее, и как-то незаметно при мне христианизировался. Но это человек темпераментный и страстный, которого всегда в основном интересовала борьба. Больше ничего — борьба, и борьба, и борьба! И если когда-то можно было противника сокрушить — для него не было большей радости».
Обучался в Московской духовной семинарии, но был исключён, работал псаломщиком.
В августе 1962 года рукоположён во священника Русской православной церкви и направлен в Зарайск, а позднее в Дмитров.
25 ноября 1965 года вместе с Николаем Эшлиманом направил патриарху Алексию I открытое письмо, которое подробно рисовало картину противозаконного подавления органами государственной власти СССР прав и свобод верующих граждан страны. Варианты письма были предложены отцом Александром Менем и затем Анатолием Красновым-Левитиным, но не были приняты Эшлиманом и Якуниным, которые привлекли к сотрудничеству Феликса Карелина. Им и была проделана бо́льшая часть литературной работы, хотя каждая формулировка обсуждалась и принималась втроём. В письме Никите Струве 15 ноября 1971 года Глеб Якунин открыто назвал Карелина «третьим автором письма». Однако было решено не ставить его подпись, поскольку Карелин имел судимость, и это могло дать церковной власти формальный канонический повод для отказа в рассмотрении обращения. Первоначально предполагалось, что это будет совместное письмо нескольких епископов и священников, в частности, архиепископа Гермогена (Голубева). Но архиепископ Гермоген затем отказался от участия в проекте, а без него отказались участвовать и все остальные. Через два года Гермоген направил патриарху собственное послание («Историко-каноническую и юридическую справку»), посвящённое в основном вопросу канонической нелегитимности Поместных соборов, которые состоят из епископов, не избранных народом на свои кафедры, но назначенных церковной властью. Результатом для архиепископа была последовавшая опала: высылка в Жировицкий монастырь, где он впоследствии и скончался. Письмо поддержали также архиепископы Вениамин (Новицкий), Михаил (Воскресенский), Павел (Голышев) и Гавриил (Огородников).
В письме, подписанном Эшлиманом и Якуниным, в частности, говорилось:

С каждым днём обостряется сознание нетерпимости дальнейшего подчинения беззаконию; с каждым днём в Русской Церкви нарастает спасительная жажда очищения от той скверны, которая накопилась в ней по вине церковной власти; с каждым днём углубляется в Церкви жажда подлинного соборного общения; наконец, с каждым днём в нашей Церкви нарастает чувство ответственности за те души, которые по вине пастырей Церкви, не просвещены Евангельским словом и несмотря на свою пробудившуюся религиозную жажду пребывают вне Церковной ограды.
В заключение письма священноначалию патриархии предлагалось:
… начать немедленную подготовку к созыву очередного Всероссийского Церковно-Поместного Собора с самым широким представительством.
Созыв Поместного Собора в ближайшее время диктуется необходимостью общецерковного суждения о деятельности церковного управления и насущной потребностью скорейшего решения исторически назревших вопросов Церковной жизни и Церковного учительства.
Для того, чтобы новый Поместный Собор не оказался послушным орудием в руках нецерковных сил, необходимо, чтобы в подготовке к этому Собору могла принять деятельное участие вся Русская Церковь.
Для этого Собору должны предшествовать приходские собрания и епархиальные съезды.

Только в этом случае на Собор смогут попасть клирики и миряне, действительно представляющие собой, вместе с лучшими Епископами Русской Церкви, полноту церковного сознания. Новому Поместному Собору несомненно предстоит великое поприще — возрождением русской Церковной жизни, активно послужить новому Вселенскому Возрождению Христианства.
Письмо было размножено в 100 экземплярах и разослано в середине декабря всем правящим архиереям Московского патриархата. Митрополит Сурожский Антоний прислал одобрительную телеграмму.
15 декабря копии письма были направлены Председателю Президиума Верховного Совета СССР Николаю Подгорному, председателю Совета министров СССР Алексею Косыгину и Генеральному прокурору СССР Роману Руденко.
В письме священники выступали против гонений на Церковь со стороны советской власти. До этого в феврале 1964 года были письменные протесты баптистов против гонений на христианство. В письме перечислялись запреты, установленные властью: запрет на регистрацию крестин, запрет треб на дому и кладбищах, контроль над назначением духовенства и т. д.
Глеб Якунин приводил информацию о гонениях на церковь: «1 января 1958 года было 13 414 храмов, а в 1966-м осталось 7523, из 56 монастырей к 1966 году осталось только 19».
Историк Русской церкви Лев Регельсон писал:
Отрезвляющее впечатление, произведённое «Открытым письмом», было связано <…> не столько с разоблачением очередной попытки насильственного уничтожения Церкви, сколько с разоблачением той дряблости церковного духа, той вовлечённости в мирскую стихию, той заражённости страхом и ложью, которая обнаружилась при этом в самой Русской Церкви, в особенности в Её высшей иерархии.
Письмо, датированное 21 ноября 1965 года, вызвало отклик не только в СССР, но и за границей. Так, о письме отозвался в те годы ещё находившийся в СССР Александр Солженицын:

Ещё весной 66-го года я с восхищением прочёл протест двух священников — Эшлимана и Якунина, смелый чистый честный голос в защиту церкви, искони не умевшей, не умеющей и не хотящей саму себя защитить. Прочёл — и позавидовал, что сам так не сделал, не найдусь.— А. И. Солженицын. «Бодался телёнок с дубом»
Патриарх поручил митрополиту Крутицкому и Коломенскому Пимену провести увещевательные беседы с Якуниным и Эшлиманом. 13 мая 1966 года патриарх начертал на докладе Пимена:

<…> считаю необходимым освободить их от занимаемых должностей, с наложением запрещения в священнослужении до полного их раскаяния, причём с предупреждением, что, в случае продолжения ими их порочной деятельности, возникает необходимость прибегнуть в отношении их к более суровым мерам, согласно с требованием Правил Церковных.
23 мая Якунин и Эшлиман обратились с апелляцией в Священный синод по поводу запрещения их в священнослужении. В июле 1966 года патриарх призвал епархиальных архиереев высказать мнение об этой апелляции. Архиепископ Пензенский Феодосий (Погорский) обратился «с почтительнейшим прошением о помиловании запрещённых священников», так как, несмотря на их вину в «несправедливых упрёках, в недопустимо дерзком обличительном тоне их письменных обращений, оскорбительной и бестактной форме выражения своих мнений и в некотором самомнении в деле отстаивания правды Церковной», ими двигали благие побуждения.
8 октября Священный синод постановил:

Имея в виду Апостольские правила 39 и 55 и IV Вселенского Собора правило 18, — запрещение Святейшим Патриархом священников Московской епархии Н. Эшлимана и Г. Якунина, до их раскаяния, наложено справедливо; апелляцию их, грубую и вызывающую в отношении Святейшего Патриарха, о снятии с них запрещения,— оставить без удовлетворения.
Архиепископ Павел (Голышев) в письме на имя Управляющего делами Московской патриархии архиепископа Алексия (Ридигера) подчеркнул, что не видит в «открытом письме» нарушения церковных канонов. Владыка Павел, отметив, что в клире управляемой им Новосибирской епархии есть сторонники Эшлимана и Якунина, призвал незамедлительно допустить их к совершению богослужений.
Глеб Якунин опубликовал сотни материалов и документов, свидетельствовавших о нарушениях прав верующих в СССР и имевших широкий резонанс за рубежом. В 1976 году он стал одним из соучредителей общественного «Христианского комитета защиты прав верующих в СССР».
1 ноября 1979 года был арестован, а 28 августа 1980 года осуждён по обвинению в антисоветской агитации (ст. 70 ч. 1 УК РСФСР), наказание отбывал в колониях «Пермь-35»,  «Пермь-36» и «Пермь-37» (станция Всесвятская, посёлок Центральный) до 9 октября 1984 года, затем был сослан на два с половиной года в Верхоянский район Якутской АССР. В марте 1987 года амнистирован (освобождён по помилованию) и восстановлен Московской патриархией в священническом служении, после чего служил в Никольской церкви села Жегалова (город Щёлково Московской области) — по 1992 год. 18 октября 1991 года реабилитирован постановлением Верховного суда РСФСР.
В 1990 году был избран народным депутатом РСФСР по Щёлковскому округу № 11 Московской области, членом Совета Национальностей Верховного Совета РСФСР, заместителем председателя Комитета Верховного Совета по свободе совести, вероисповеданиям, милосердию и благотворительности, членом Комитета Верховного Совета по правам человека. Входил в состав фракции «Демократическая Россия», группы «Российский союз» и депутатского блока федерации независимых профсоюзов России. Принимал активное участие в работе над законом «О свободе вероисповеданий». При его содействии возобновили работу множество закрытых храмов и монастырей.
Летом 1990 года побывал в Нью-Йорке, где встречался с первоиерархом РПЦЗ митрополитом Виталием (Устиновым). По воспоминаниям Виктора Аксючица, «Глеб Якунин яростно убеждал владыку Виталия активно открывать приходы Зарубежной церкви в СССР: Московская патриархия — давно уже не Церковь, ибо всё её руководство — агенты КГБ».
С 1990 года — сопредседатель координационного совета движения «Демократическая Россия», а с февраля 1992 года — сопредседатель Совета представителей движения «Демократическая Россия».
В 1991—1992 годах участвовал в работе парламентской Комиссии по расследованию причин и обстоятельств ГКЧП. Комиссия опубликовала архивные материалы КГБ о предполагаемом сотрудничестве отдельных иерархов Московской патриархии с КГБ. 14 октября 1991 года был введён в состав Комиссии по организации передачи-приёма архивов КПСС и КГБ СССР на государственное хранение и их использованию.
18 октября 1991 года сессия Верховного Совета РСФСР приняла постановление «признать Г. П. Якунина, осуждённого 29.08.1980 Московским городским судом по ст.70, ч.2 УК РСФСР к 5 годам лишения свободы и к 5 годам ссылки, реабилитированным».
12 декабря 1991 года, являясь членом Верховного Совета РСФСР, проголосовал за ратификацию Беловежского соглашения о прекращении существования СССР. Лишён депутатского мандата за неявку на X внеочередной (чрезвычайный) Съезд народных депутатов РФ.
8 октября 1993 года лишён священнического сана Священным синодом Русской православной церкви «за отказ подчиниться требованию о неучастии православных клириков в парламентских выборах». Историк Дмитрий Поспеловский отмечал, что через несколько дней после этого, находясь на конференции (в которой участвовал и Поспеловский), посвящённой «вопросам Церкви и государства» в Вашингтоне Якунин «изобразил это снятие сана как некое политическое гонение Синода лично на него за его демократические взгляды и критику синодальной политики», эту новость тут же взяли на вооружение представители Русской православной церкви заграницей «и прочие круги на Западе, априорно настроенные против Московской патриархии, например, так называемый Кестонский исследовательский институт». Поспеловский указывал, что «лишение сана было представлено как преследование реакционным „полубольшевистским“ Синодом старого диссидента и узника брежневско-андроповских лагерей, борца за права человека». По мнению Поспеловского, «почву подобным кривотолкам дал сам Синод, нарушивший канонические правила и не прибегший к подлинному судопроизводству». Впоследствии Якунин подавал прошения о восстановлении его в сане священника, так как, по его мнению, он прежде всего защищал интересы верующих и рядового духовенства, которые были жертвами широкомасштабного шпионажа в Православной церкви, но Московская патриархия отклонила его просьбы. В 1997 году Якунин был отлучён от церкви за самочинное ношение иерейского креста и священнических одежд, а также общение с самозванным патриархом Киевским Филаретом.
В 1993—1995 годах — депутат Государственной думы Государственной Думы ФС РФ первого созыва.
В 1995 году организовал Общественный комитет защиты свободы совести.
9 сентября 1995 года стал участником драки в Думе. Николай Лысенко обвинил Якунина в том, что тот не имеет права носить рясу церковнослужителя, так как был лишён сана, после чего сорвал с него наперсный крест. В конфликт вмешались депутаты Владимир Жириновский, Евгений Логинов и Евгения Тишковская. Согласно газете «Коммерсантъ», Жириновский «громко подсказывал: „Коля, бей его, души, рви рясу“!». Председатель Государственной думы Иван Рыбкин направил письмо и. о. генерального прокурора Алексею Ильюшенко, в котором попросил «дать указания расследовать действия депутатов Николая Лысенко и Владимира Жириновского по отношению к депутатам Якунину и Тишковской на заседании палаты 9 сентября».
В 1997 году от лица «Общественного комитета защиты свободы совести» вместе со Львом Левинсоном и Михаилом Осадчевым подал в Хорошёвский межмуниципальный суд СЗАО Москвы иск к Александру Дворкину и отделу религиозного образования и катехизации Московского патриархата об опровержении, утверждая, что сведения, излагаемые в брошюре «Десять вопросов навязчивому незнакомцу…», не соответствуют действительности и порочат честь, достоинство и деловую репутацию описываемых в ней организаций — «Общества сознания Кришны», «Церкви Объединения», «Саентологии», «Богородичного центра» и других, но дело проиграл.
19 февраля 1997 года на Архиерейском соборе Русской православной церкви отлучён через анафематствование от Церкви.
Ещё до того был принят в юрисдикцию Украинской православной церкви Киевского патриархата в священническом сане, а затем перешёл в Русскую истинно-православную (катакомбную) церковь. В 2000 году на её основе были созданы «Движение за возрождение российского православия», а затем и Апостольская православная церковь, где Якунин получил сан протопресвитера.
В ноябре 2005 года вместе с другими участниками московской Хельсинкской группы написал лидерам Запада письмо, в котором высказывалась озабоченность преследованием российских граждан по политическим мотивам. Среди жертв преследования государства фигурировали учёные Игорь Сутягин и Валентин Данилов, адвокат Михаил Трепашкин, студентка Зара Муртазалиева, предприниматели Михаил Ходорковский и Платон Лебедев.
Ранее он, а также ряд других правозащитников выразили озабоченность по поводу разгоревшейся в России «шпиономании» и преследования российских учёных ФСБ. Якунин выступил за перенесение дела профессора Оскара Кайбышева из Башкирии в любой другой регион, так как, по мнению правозащитников, «дело Кайбышева» — ещё одно сфальсифицированное ФСБ дело против российских учёных.
8 июля 2008 года по поводу прещений, наложенных руководством патриархии на епископа Анадырского и Чукотского Диомида (Дзюбана), сказал:

Для патриархии главная вина епископа Диомида в том, что он публично высказал свою позицию. По-видимому, для Московской патриархии это видится величайшим грехом. Это показывает, что она уже превратилась в авторитарно-тоталитарную структуру, которая органически не терпит публичной критики.— Интервью для Портала-Credo.Ru
В начале ноября 2014 года, вернувшись из поездки по США, ощутил проблемы со здоровьем, периодически терял сознание. 9 ноября совершил последнюю «литургию». 18 ноября был госпитализирован в связи с затруднённым дыханием. 9 декабря состояние больного ухудшилось, 10 декабря был переведён в реанимацию и подключён к аппарату искусственной вентиляции лёгких.
Скончался 25 декабря 2014 года. 27 декабря в помещении Сахаровского центра на Земляном валу состоялись гражданская панихида и отпевание, которое совершили митрополит Виталий (Кужеватов) со священниками Апостольской православной церкви и священник Яков Кротов, настоятель московской общины Украинской автокефальной православной церкви. Похоронен рядом со своими родителями на Пятницком кладбище Москвы (участок № 19).

## Отзывы
Протодиакон Андрей Кураев

Отец Глеб решил, что церковное служение — это тот способ, которым он может служить своему народу и своей совести. Близкие ему люди говорили мне, что позже он считал принятие священства по нерелигиозным мотивам главной ошибкой своей жизни. И все же он совершил очень важную для жизни и истории вещь: насколько я понимаю, тюремный срок он получил за то, что смог выкрасть из кабинета Совета по делам религии секретную книгу — «Законодательство о культах». <…> Позже началось его странствие по сектам, попытки с нуля создать свою церковь. Эта страница его жизни мне не понятна и чужда. У Христа нет запасной Церкви, как и у нас с вами нет запасных родителей
Протоиерей Всеволод Чаплин

Он был личностно ярким человеком, с ним хотелось и общаться, и шутить, и спорить. Его вклад в жизнь церкви сложно охарактеризовать однозначно. Он отстаивал права верующих во время гонений при советской власти. Пострадал за это, но в какой-то момент его деятельность, по-моему, стала слишком управляться извне. И когда дело, которому служил Якунин, победило — верующие, наконец, получили все права и возможности, за которые он боролся- гонения на церковь завершились, он не нашел себя в новых условиях. Продолжал выступать с позиций западных критиков всего нашего. Был слишком политизированным человеком, чтобы подчиниться решению синода о том, что духовенство не должно идти в парламент, и покинул Церковь. Это была большая потеря. В первую очередь — для него самого
Лидер движения «За права человека» Лев Пономарёв

Я восхищался его заслугами в борьбе с тоталитарной системой до перестройки. Он хотел, чтобы люди могли свободно молиться, чтобы в православной церкви не было чекистских соглядатаев. Он разоблачал священников в погонах и за это был отлучён от церкви, получил 5 лет тюрьмы и 7 лет ссылки. Ссылку сократила перестройка, его реабилитировали, снова приняли в церковь. Когда я стал председателем парламентской комиссии, которая расследовала деятельность КГБ, он попросился в неё войти, получил доступ к документам и вскоре создал своё направление — расследование деятельности спецслужб в церкви. Но церкви это не понравилось, и его вновь отлучили, уже во второй раз.